# 世界人権デー
世界人権デー（せかいじんけんデー）は毎年12月10日に行われる国際デーである。または、世界人権の日（せかいじんけんのひ）、単に、人権の日（じんけんのひ）とも。
世界人権宣言が、1948年12月10日の第3回国際連合総会で採択されたことを記念して、1950年の第5回国際連合総会において、毎年12月10日に記念行事を催すと決議された。
世界人権デー当日の12月10日には、1968年以降、5年ごとに国連人権賞を授与している。
日本では、この日を含む形で直前の１週間（4日から10日まで）を「人権週間」、直後の1週間（10日から16日まで）を「北朝鮮人権侵害問題啓発週間」に指定している。

## 沿革

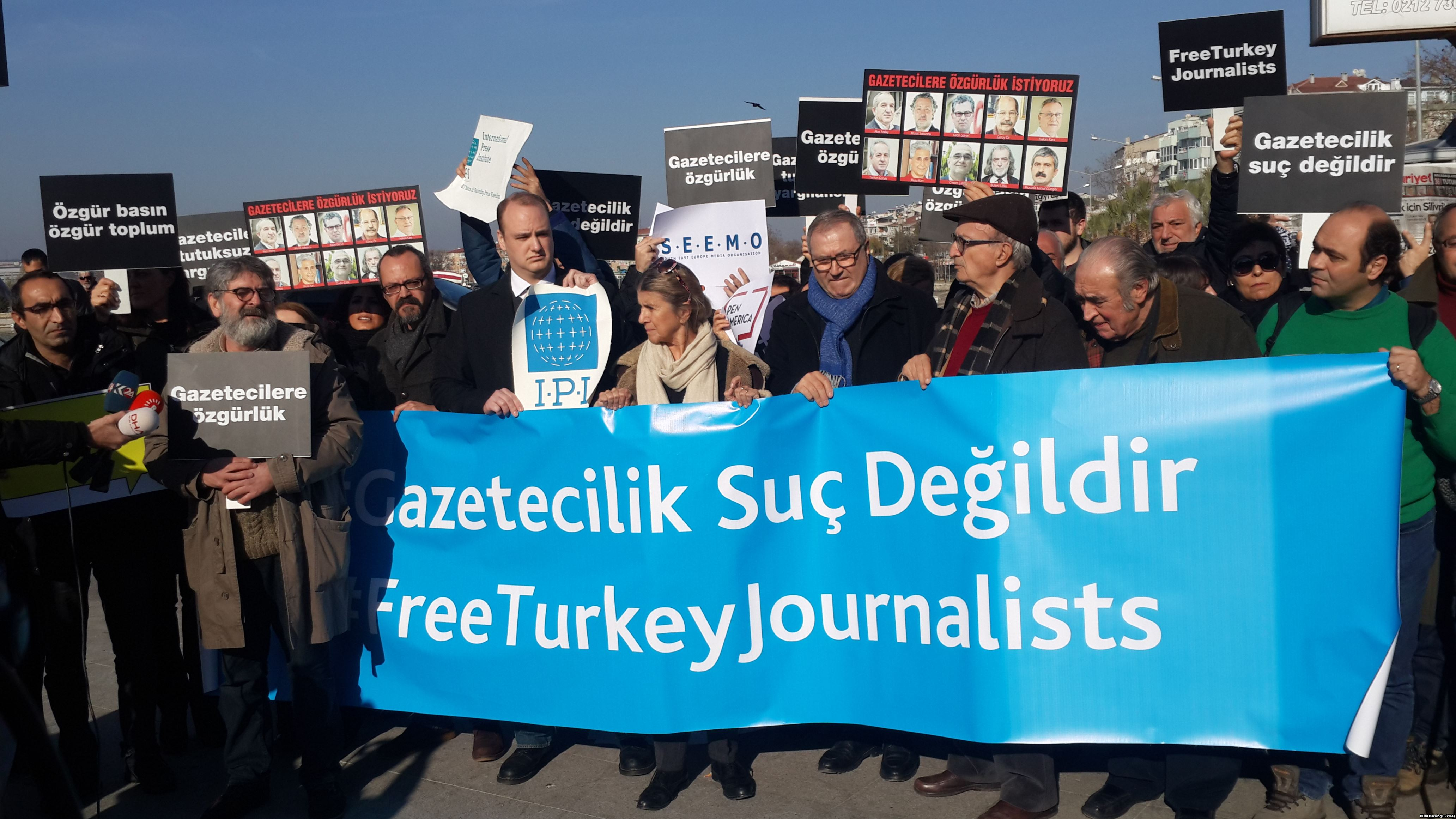
メディア弾圧（英語版）で仲間が逮捕されたことに抗議する報道関係者）（2016年12月10日）

世界人権デーは1948年に国連総会が世界人権宣言を採択した日を記念する。
前段として1950年に総会が決議 423 (V) を可決し、すべての国と関心のある組織に毎年12月10日を人権デーとして採用するよう国連が正式に要請した後である。1952年に国連郵便局が人権デー記念切手を発行すると、予約注文20万枚、売り上げおよそ100万シートという事実からも、この日の人気がわかる。

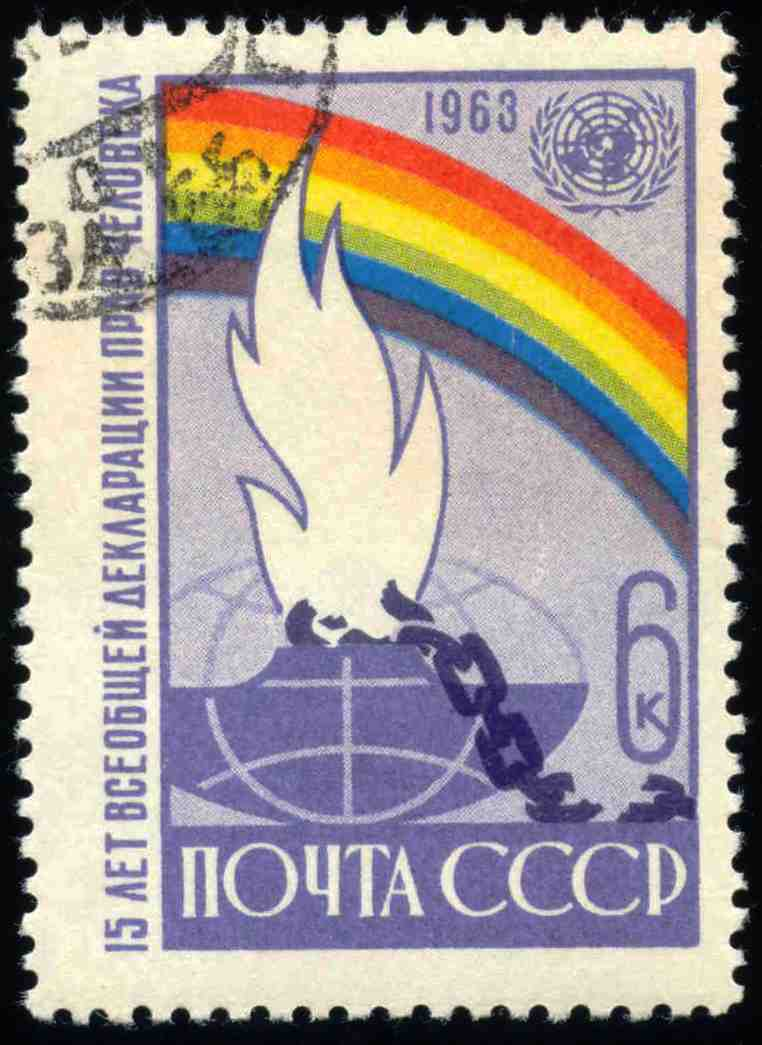
ソビエト連邦発行の郵便切手（1963年）。第15回世界人権宣言記念

国連総会は48ヵ国の賛成票と8ヵ国の棄権票をもってこの宣言を採択したとき、「すべての人々とすべての国が達成すべき共通の基準」と声明を発表し、個人と社会はこれに向かって「国内および国際的に漸進的な措置によって、承認と遵守を普遍的かつ効果的に確実なものするよう努力すべきである」とされた。この措置は、支持者と批判者の両方から「立法というより宣言、拘束というより示唆」と受け止められた。
この宣言は「政治と市民と」、「経済、社会、文化の権利」を幅広く規定する。拘束力を備えない文書とは言え、60超の人権文書に影響を与え、これら全体が国際人権基準を構成する。
国際連合人権高等弁務官（英: High Commissioner for Human Rights）とその事務所（頭字語OHCHR＝英: Office of the High Commissioner for Human Rights）は国連の主な人権担当であり、毎年恒例の世界人権デーの取り組みを調整する上で大きな役割を果たす。
今日、貧困は世界で最も深刻な人権問題として蔓延しています。貧困、剥奪、排除と闘うことは慈善事業の問題ではなく、国の豊かさにも左右されません。貧困を人権義務の問題として取り組むことで、世界は私たちの生きている間にこの惨劇を根絶できる可能性が高まります（中略）貧困撲滅は達成可能な目標です。—2006年12月10日 ルイーズ・アルブール国際連合人権高等弁務官
世界人権宣言の60周年は2008年12月10日に当たることから、国連事務総長はこの記念日に向け、1年前からキャンペーンを展開した。聖書を除くと、文書としての世界人権宣言は最も多くの言語に翻訳された世界記録を保持しており、この点に着目した世界各地の組織は、どの地域の人であっても自分の権利について学ぶ支援をしようと活動した。

### 人権週間
人権宣言をめぐり、ジョージ・W・ブッシュアメリカ合衆国大統領は2001年12月9日に大統領布告を発し、12月9日を人権週間の初日とした。ブッシュ大統領は2008年12月10日にも同じ宣言をした。

## 日付の分散
シャープビル虐殺事件（1960年3月21日）を記念して、南アフリカ人権デーは3月21日である。この事件は同国のアパルトヘイト体制に抗議する活動に起因する。民主的な選挙を初めて実施して、ネルソン・マンデラが率いるアフリカ民族会議（ANC）が政府になった時に、3月21日を国民の祝日に制定した。この日、議会は国民に権限を与えるという役割を備えること、すべての南アフリカ人が民主的なプロセスを理解するよう推し進めることが定められた。
キリバスでは12月11日の祝日である。